# 뜨다오하인

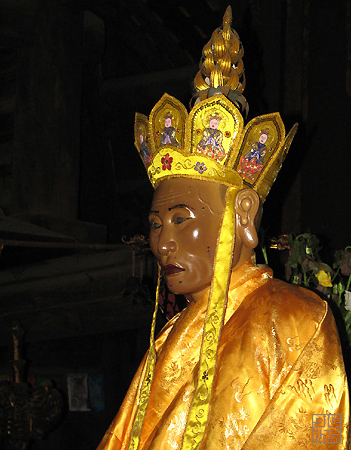
터이 사원에 전시된 뜨다오하인 동상

뜨다오하인(베트남어: Từ Đạo Hạnh, 徐道行, 1072년 ~ 1116년)은 베트남의 승려로 속명은 뜨로(Từ Lộ, 徐路)이다. 현재의 하노이 근교에 위치한 터이(Thầy) 사원에서 승려로 활동했으며 베트남에서는 그와 관련된 전설들이 전한다. 터이 사원에서는 매년 음력 3월 7일에 그를 소재로 한 인형극을 포함한 각종 행사를 개최한다.